# Do or Die (bài hát)
"Do or Die" là một bài hát ghi âm bởi ban nhạc rock người Mỹ Thirty Seconds to Mars. Bài hát do giọng ca chính Jared Leto sáng tác cho album phòng thu thứ tư của nhóm là Love, Lust, Faith and Dreams. Trong album, bài này là track thứ chín và được phát hành như một đĩa đơn quảng bá từ Love, Lust, Faith and Dreams vào ngày 1 tháng 7 năm 2013.

## Danh sách bài hát
| Đĩa đơn quảng cáo châu Âu | Đĩa đơn quảng cáo châu Âu | Đĩa đơn quảng cáo châu Âu |
| STT                       | Nhan đề                   | Thời lượng                |
| ------------------------- | ------------------------- | ------------------------- |
| 1.                        | "Do or Die"               | 4:09                      |

| Đĩa đơn quảng cáo Vương quốc Anh | Đĩa đơn quảng cáo Vương quốc Anh | Đĩa đơn quảng cáo Vương quốc Anh |
| STT                              | Nhan đề                          | Thời lượng                       |
| -------------------------------- | -------------------------------- | -------------------------------- |
| 1.                               | "Do or Die" (Radio edit)         | 3:41                             |
| 2.                               | "Do or Die" (Album version)      | 4:11                             |
| 3.                               | "Do or Die" (Instrumental)       | 4:06                             |

## Vị trí xếp hạng
| BXH (2013)                      | Vị trí cao nhất |
| ------------------------------- | --------------- |
| Áo (Ö3 Austria Top 40)          | 75              |
| Bỉ (Ultratip Flanders)          | 40              |
| Colombia Rock (National-Report) | 3               |
| Cộng hòa Séc (Rádio Top 100)    | 91              |
| Slovakia (Rádio Top 100)        | 59              |
| UK Rock Singles (OCC)           | 7               |

## Lịch sử phát hành
| Vùng                    | Ngày               | Định dạng                     | Nhãn đĩa        |
| ----------------------- | ------------------ | ----------------------------- | --------------- |
| châu Âu                 | 1 tháng 7 năm 2013 | CD-R (Contemporary hit radio) | Virgin Records  |
| VHLH Anh và Bắc Ireland | 9 tháng 9 năm 2013 | CD-R (Contemporary hit radio) | Polydor Records |